# Zac Rosscup
Zac Rosscup (né le 9 juin 1988 à Clackamas, Oregon, États-Unis) est un lanceur de relève gaucher des Mariners de Seattle de la Ligue majeure de baseball.

## Carrière
Zac Rosscup est repêché par les Rays de Tampa Bay au 28e tour de sélection en 2009. Joueur des ligues mineures, il passe aux Cubs de Chicago le 8 janvier 2011 avec le lanceur partant droitier Matt Garza et le voltigeur des ligues mineures Fernando Perez ; les Rays reçoivent en retour les voltigeurs Sam Fuld et Brandon Guyer, le receveur Robinson Chirinos, ainsi que deux jeunes athlètes ayant impressionné en ligues mineures, le lanceur droitier Chris Archer et le joueur d'arrêt-court Hak-Ju Lee.
Rosscup fait ses débuts dans le baseball majeur comme lanceur de relève des Cubs le 3 septembre 2013. Il a une moyenne de points mérités de 5,32 pour les Cubs en 62 sorties en relève au total lors des saisons 2013, 2014, 2015 et 2017.
Le 26 juin 2017, les Cubs échangent Rosscup aux Rockies du Colorado contre le lanceur droitier Matt Carasiti.